# Latopis Radziwiłłowski

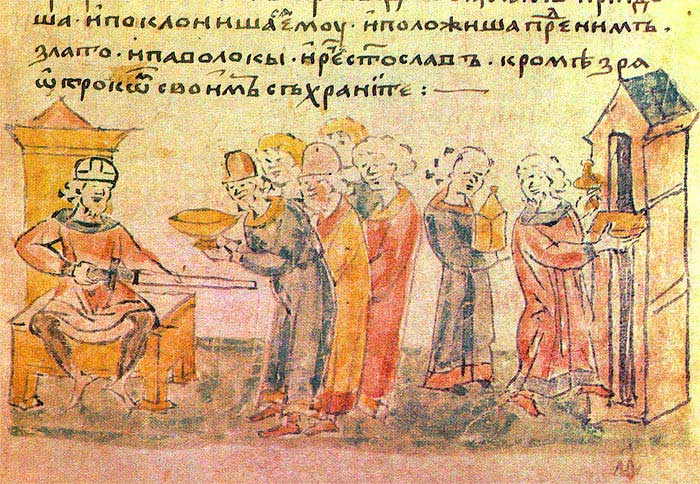
Jedna z ilustracji z latopisu.

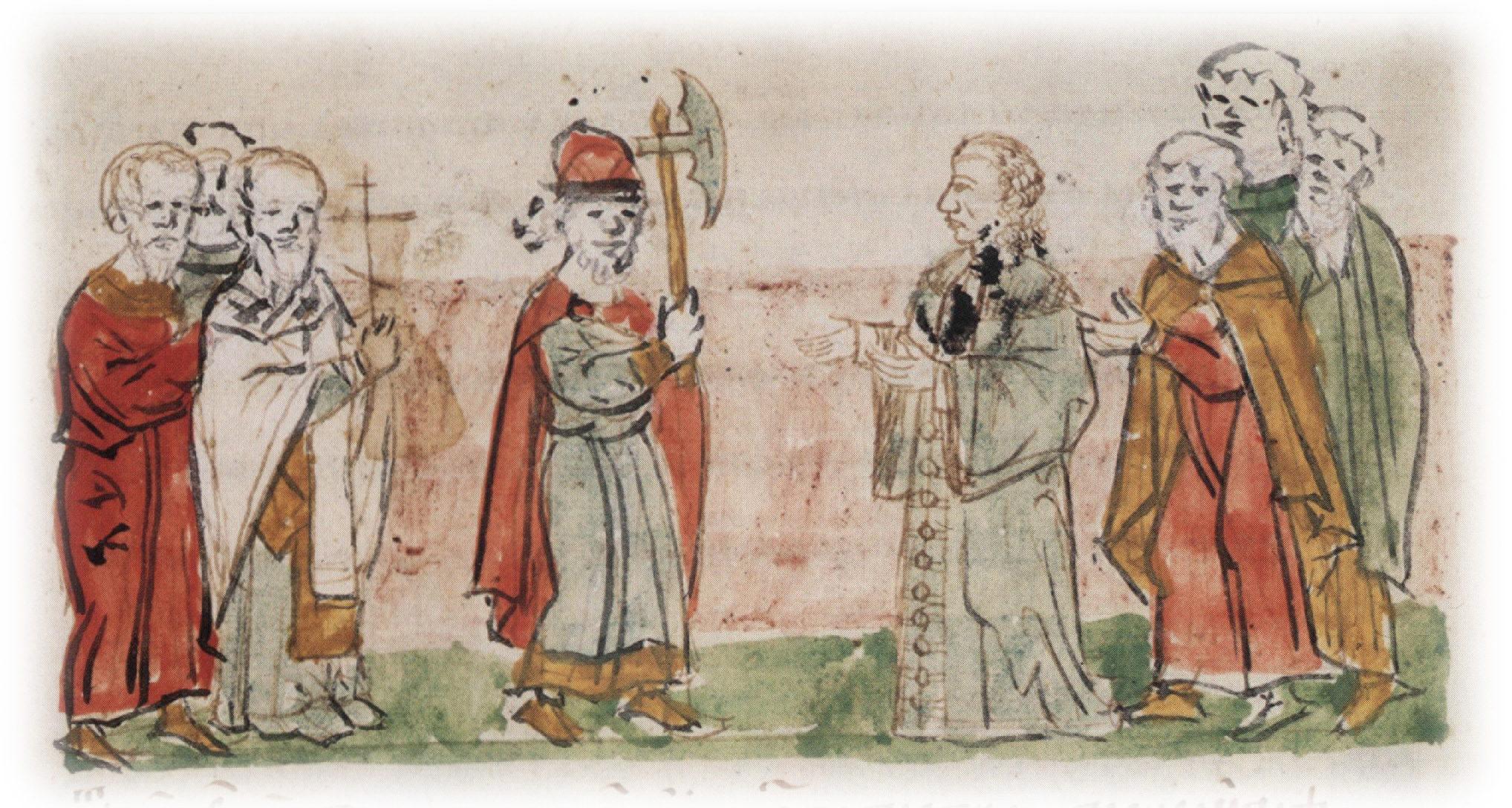
Ilustracja z Latopisu Radziwiłłowskiego − Gleb Światosławicz przychodzi do wołchwa; Nowogród Wielki, 1071 rok.

Latopis Radziwiłłowski lub Latopis Królewiecki (ukr. Радзивіллівський літопис, ros. Радзивилловская летопись, Кёнигсбергская летопись) – kopia średniowiecznej kroniki ruskiej, z 617 ilustracjami historii Rusi Kijowskiej do 1206 roku. Kopia ta została sporządzona przypuszczalnie na Litwie w XV lub na początku XVI wieku. Tekst kroniki odpowiada starszemu Latopisowi Troickiemu z Ławry Troicko-Siergijewskiej i podobnie jak Latopis Troicki, zawiera tzw. drugą redakcję Powieści minionych lat znaną z Latopisu Ławrientiewskiego (1377).
Pierwszym znanym właścicielem Kroniki był Janusz Radziwiłł, jednak nie wiadomo w jaki sposób zabytek literacki znalazł się w jego posiadaniu. W roku 1671 na mocy testamentu zmarłego w 1669 roku Bogusława Radziwiłła Kronika została przekazana do biblioteki w Królewcu, skąd w czasie wojny siedmioletniej w 1761 roku została wywieziona do Petersburga jako trofeum wojenne i przekazana Rosyjskiej Akademii Nauk, w której zbiorach znajduje się do dziś. Po raz pierwszy pełny tekst Latopisu Radziwiłłowskiego został opublikowany w Petersburgu w 1902 roku.